# Adaora Lily Ulasi

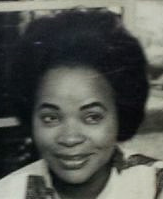
Adaora Lily Ulasi (ca. 1970)

Adaora Lily Ulasi ⓘ (geb. 1932 in Aba; gest. 21. Februar 2016) war eine nigerianische Journalistin und Romanautorin. Sie galt als erste westafrikanische Journalistin von internationalem Rang, so arbeitete sie für die BBC und Voice of America. Für ihre Kriminalromane in englischer Sprache adaptierte sie das Genre des Kriminalthrillers an den Kontext der Ibgo oder Yoruba.

## Biographie
Adaora Lily Ulasi kam 1932 im südostnigerianischen Aba in einer Igbofamilie zur Welt. Ihr Vater war ein lokaler Häuptling. Adaora besuchte die örtliche Missionsschule, im Alter von 15 Jahren zog sie in die USA. Nach dem Abschluss der Highschool studierte sie an der kalifornischen Pepperdine University und der University of Southern California, sie schloss 1954 mit einem Bachelor of Arts in Journalismus ab. Sie besserte ihr Einkommen auf, indem sie gelegentlich Zeitungskolumnen schrieb, als Kindermädchen arbeitete und als Statistin in Filmen auftrat, beispielsweise im Film White Witch Doctor von 1953 mit Susan Hayward und Robert Mitchum. In den 1960er Jahren war sie Redakteurin der Frauenredaktion der Daily Times of Nigeria. 1972 ging sie als Redakteurin der Zeitschrift Woman's World nach Nigeria. Von 1976 an lebte sie viele Jahre in England. Später arbeitete Ulasi für den Times Complex in der nigerianischen Hauptstadt Lagos.
In ihrem ersten Roman „Many Thing You No Understand“ (1970) verwendete sie erstmals nigerianisches Pidgin-Englisch, um die Interaktion zwischen Kolonialbeamten und der einheimischen Bevölkerung in der Zeit vor der Unabhängigkeit zu dramatisieren. Auch in ihren nachfolgenden Werken „Many Thing Begin For Change“ (1971), „Who Is Jonah?“ (1978) und „The Man from Sagamu“ (1978) verwendet sie diese Sprache. Im Gegensatz dazu spielt „The Night Harry Died“ (1974) im Süden der USA.
1992 wurde Adaora Lily Ulasi in Margaret Busbys 1992 erschienene Anthologie Daughters of Africa aufgenommen.

## Privatleben
In den 1960er Jahren heiratete Ulasi Deryk James und bekam mit ihm drei Kinder: Heather, Angela und Martin. Die Ehe wurde 1972 geschieden. Adaora Lily Ulasi starb 2016.

## Bibliographie
- Many Thing You No Understand – London: Michael Joseph, 1970; Fontana, 1973, ISBN 0718107845
- Many Thing Begin For Change – London: Michael Joseph, 1971; Fontana, 1975, ISBN 0718109325
- The Night Harry Died – Lagos: Research Institute Nigeria, 1974
- Who Is Jonah? – Ibadan: Onibonoje Press, 1978
- The Man From Sagamu – London: Collins/Fontana, 1978; New York: Collier Macmillan, 1978, ISBN 9780006151494